# 小耗子岛
小耗子岛位于中国东北地区辽东半岛东侧的黄海中，是长山群岛外长山列岛中的一座岛屿，位于大耗子岛以东2千米处，属于辽宁省长海县獐子岛镇小耗村管辖。
小耗子岛海岸线长11.2千米，陆域面积1.813平方千米，最高点海拔124米。